# Roland Clée
Roland Clée, né le 2 novembre 1920 aux Andelys (Eure) et mort le 22 avril 1989 à Montpon-Ménestérol (Dordogne), est un militaire français, résistant à l'occupation allemande pendant la Seconde Guerre mondiale. Il s'est notamment distingué dans le maquis en Dordogne sous le nom de « Roland », puis lors des combats pour la libération de l’île d’Oléron.

## Biographie

### Enfant de troupe
En 1933, à peine âgé de 13 ans, Roland Clée devient « enfant de troupe » et suit son enseignement primaire supérieur à l’école militaire préparatoire des Andelys (Eure). En 1938, il rejoint le Prytanée militaire de la Flèche (Sarthe), replié en 1940 en zone libre à Valence (Drôme), où il présente le concours d’entrée à Saint-Cyr.

### Saint-Cyr
En novembre 1941, après avoir réussi le concours d’entrée, Roland Clée arrive à Aix-en-Provence (Bouches-du-Rhône) où est repliée l’Ecole Spéciale Militaire de Saint-Cyr. Parmi les instructeurs, le capitaine Jean Craplet, les lieutenants René Gentgen et Théodose Morel, tous de futures figures de la Résistance, sont déterminés à préparer les élèves-officiers à la revanche. Ils les incitent quoi qu’il arrive à ne pas arrêter le combat.
Le 1er août 1942, sa promotion est baptisée du nom de « Charles de Foucauld ». Le 27 novembre 1942, durant l’invasion de la zone Sud, les Allemands investissent la caserne Miollis d’Aix-en-Provence. Les saint-cyriens baptisent à la hâte la promotion suivante qui prend pour nom « Croix de Provence » et quittent définitivement l’école le 5 décembre en défilant, sabre à la main.

### Premières armes dans la Résistance
Toujours militaire mais placé en position de non-activité, Roland Clée devient étudiant en droit à Paris. Dans les faits, il recueille du renseignement sur l’occupant à Paris et en Normandie pour le compte de l’Organisation de résistance de l’armée.
En juillet 1943, ses activités ayant éveillé l’attention des Allemands, il décide de s’éloigner de Paris et demande officiellement à rejoindre les Chantiers de jeunesse. Affecté au groupement 38 à Nontron (Dordogne), il « déserte » aussitôt et rejoint l’Armée secrète par l’intermédiaire de Charles Serre (alias Yvette) et Raymond Boucharel (alias Rebecca), deux notables de la région. Le commandement d’un groupe d’une quarantaine d’hommes, réfractaires au service du travail obligatoire, lui est confié dans la région de Dournazac (Haute-Vienne). Il se place ensuite sous les ordres de Mojzesz Goldman (alias Mireille), premier chef de maquis en Dordogne au titre de l’Armée secrète, et le rejoint au lieu-dit « Durestal » situé à proximité des communes de Sainte-Alvère et de Cendrieux .

### Le maquis
Roland Clée est un des rares militaires d’active du groupe Mireille et même si son expérience se limite à Saint-Cyr, il met immédiatement en œuvre ce qu’il a appris en école. Il commence à enchaîner les coups de main à la tête d’une petite équipe. Les débuts sont modestes car les maquisards manquent de tout. Les opérations se limitent dans un premier temps à de la récupération d’armement, de véhicules, de vêtements et de cartes d’alimentation.
Pourchassé par les groupes mobiles de réserve vichystes, et alors que les effectifs augmentent, le groupe Mireille est obligé de se disperser dans plusieurs zones du centre de la Dordogne : Vergt, Jaure, Issac, Ribérac. Un groupe plus important s’installe au Maine-du-Puy (commune de Saint-Vincent de Connezac). Les coups durs vont cependant s’enchaîner : Mireille est capturé le 30 octobre 1943 à Périgueux alors qu’il a un rendez-vous avec un officier géorgien de l’Ost Bataillon 799, désireux de prendre le maquis avec une partie de ses hommes. Le 3 novembre 1943, le camp du Maine-du-Puy est assiégé par les groupes mobiles de réserve : 2 maquisards sont tués et 37 autres sont capturés puis seront déportés. Roland Clée échappe à la capture et cet épisode marque pour lui un changement fondamental. Il ne fait désormais plus de distinction entre les Allemands et les Français de Vichy : « Quiconque portera les armes contre nous sera, s’il est Français, considéré comme un traître », déclare-t-il à ses hommes.
Le groupe Mireille décimé, Roland Clée fonde son propre groupe et au sein de celui-ci le Corps Franc Roland, une dizaine de maquisards triés sur le volet et déjà aguerris. Un service de renseignement se met au service du groupe. Animé par Charles Mangold (alias Vernois), résistant périgourdin qui vient de prendre le maquis pour échapper à la capture et par Jean Constantin (alias Jean Bart), ce service planifie également les opérations du corps franc, qui devient un outil de combat d’une redoutable efficacité.

### Le Corps Franc Roland
À partir de janvier 1944 et pendant près de 6 mois vont se succéder opérations de ravitaillement, embuscades, sabotages et éliminations de collaborateurs notoires de la région. Un temps d’arrêt est cependant marqué fin mars-début avril car la division Brehmer de la Wehrmacht se lance dans une violente campagne de répression. Plusieurs dizaines de personnes sont exécutées sommairement, des villages sont incendiés. Les maquisards se dispersent pour ne pas provoquer davantage de dégâts. Une fois leur forfait accompli, les Allemands quittent le Périgord et poursuivent leur périple meurtrier en Limousin. Le Corps Franc Roland peut alors reprendre ses activités. Au 6 juin 1944, 80 missions ont déjà été effectuées sans aucune perte dans les rangs du corps franc. Pour autant, les opérations alliées en Normandie ne mettent pas un terme aux combats en Périgord et les sabotages se multiplient pour perturber les lignes de communication allemandes.

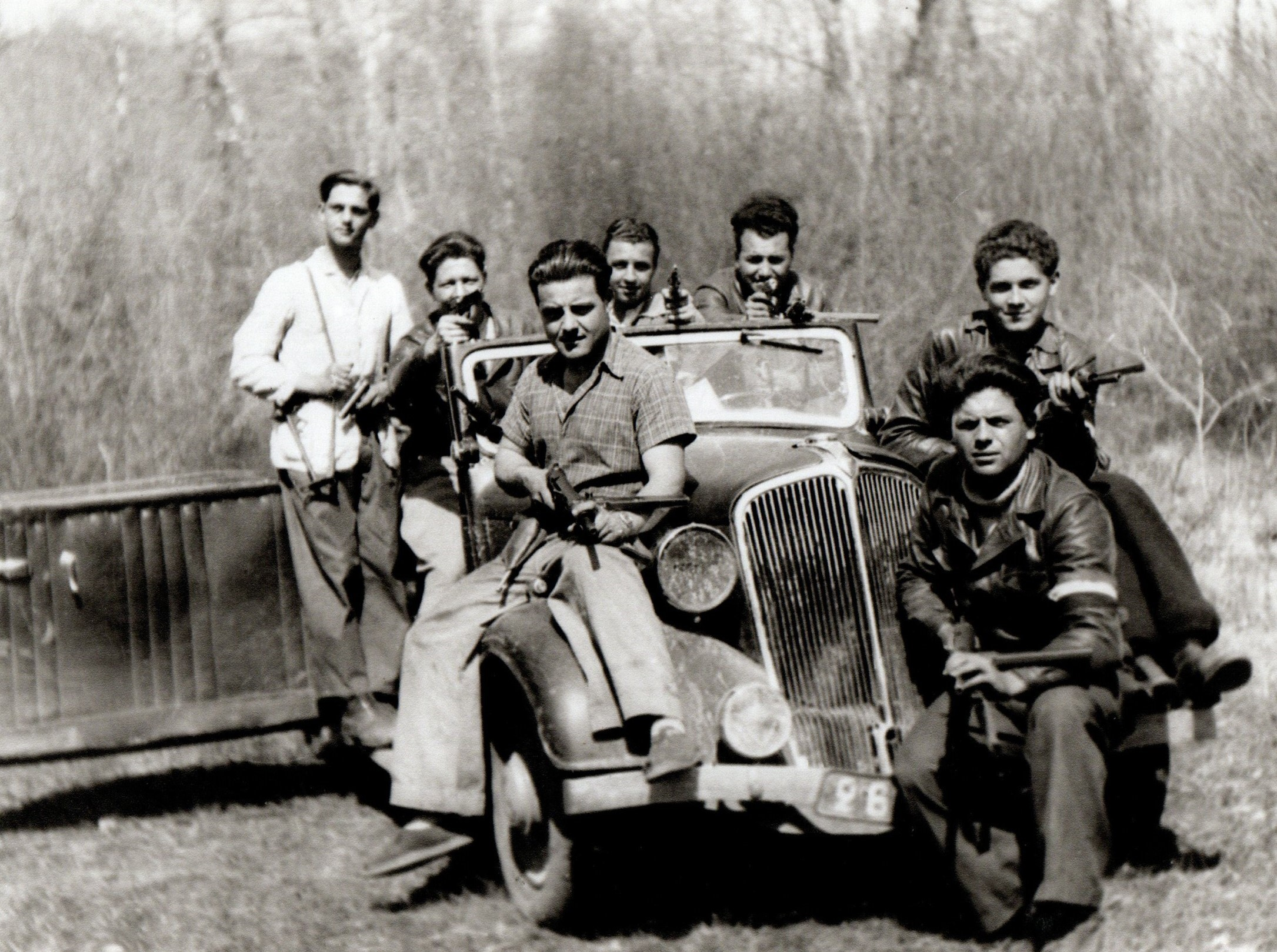
Le Corps Franc Roland, début 1944 : Jacques (Périn), Roland (Clée), Michel (Lestang), Marius (Tobias), Jeannot (Lestang), Coco (Sabater), Christian (Dormeaux). Manquent Chtimi (Chatelain), Julot (Barzin), Hubert (Andrieux).

### La Libération de la Dordogne
Les renforts affluent et le groupe Roland devient désormais le bataillon Roland, fort d’environ 300 hommes. Le bataillon est subordonné à l’état-major des Forces françaises de l’intérieur créé quelques semaines plus tôt et commandé par le lieutenant-colonel André Gaucher (alias Martial).
Le 22 juin 1944, le camp de base du bataillon, situé au château de La Feuillade (commune de Coursac), est attaqué par les Allemands. Le retrait, malgré des pertes humaines et matérielles conséquentes, se fait en bon ordre mais le bataillon est contraint de se disperser pour être moins vulnérable.
Le 14 juillet 1944, un largage massif de matériel est organisé par les Alliés dans la région du Moustoulat (commune de Monceaux-sur-Dordogne) en Corrèze (opération Cadillac). Plusieurs groupes sont mobilisés, dont le bataillon Roland, qui rapporte 18 tonnes d'armement et de munitions en Dordogne.
Le 26 juillet 1944, Roland et ses hommes participent au plus grand braquage du XXe siècle. Un train réquisitionné par la Banque de France et emportant plus de 2 milliards de francs est attaqué en gare de Neuvic, sans qu’aucune perte ne soit à déplorer. Un bon de réquisition est tout de même remis aux représentants de la Banque de France présents dans le train. L’argent est ensuite convoyé jusqu’à la commune de Vergt, proclamée capitale du maquis, puis dispersé afin de financer les opérations de différents groupes de résistants.
Le 12 août 1944, alors qu’il vient juste d’être nommé capitaine, Roland et trois de ses camarades forcent en véhicule un barrage allemand dans la région de Coursac. Roland, blessé par balle à une jambe, et l’un des maquisards parviennent à s’exfiltrer, tandis que les deux autres passagers, Gérard Talaucher et Jean Ponceau sont faits prisonniers. Talaucher est fusillé le jour même à Périgueux, en compagnie de Charles Mangold (alias Vernois), capturé la semaine précédente. Ponceau est fusillé le 14 août.

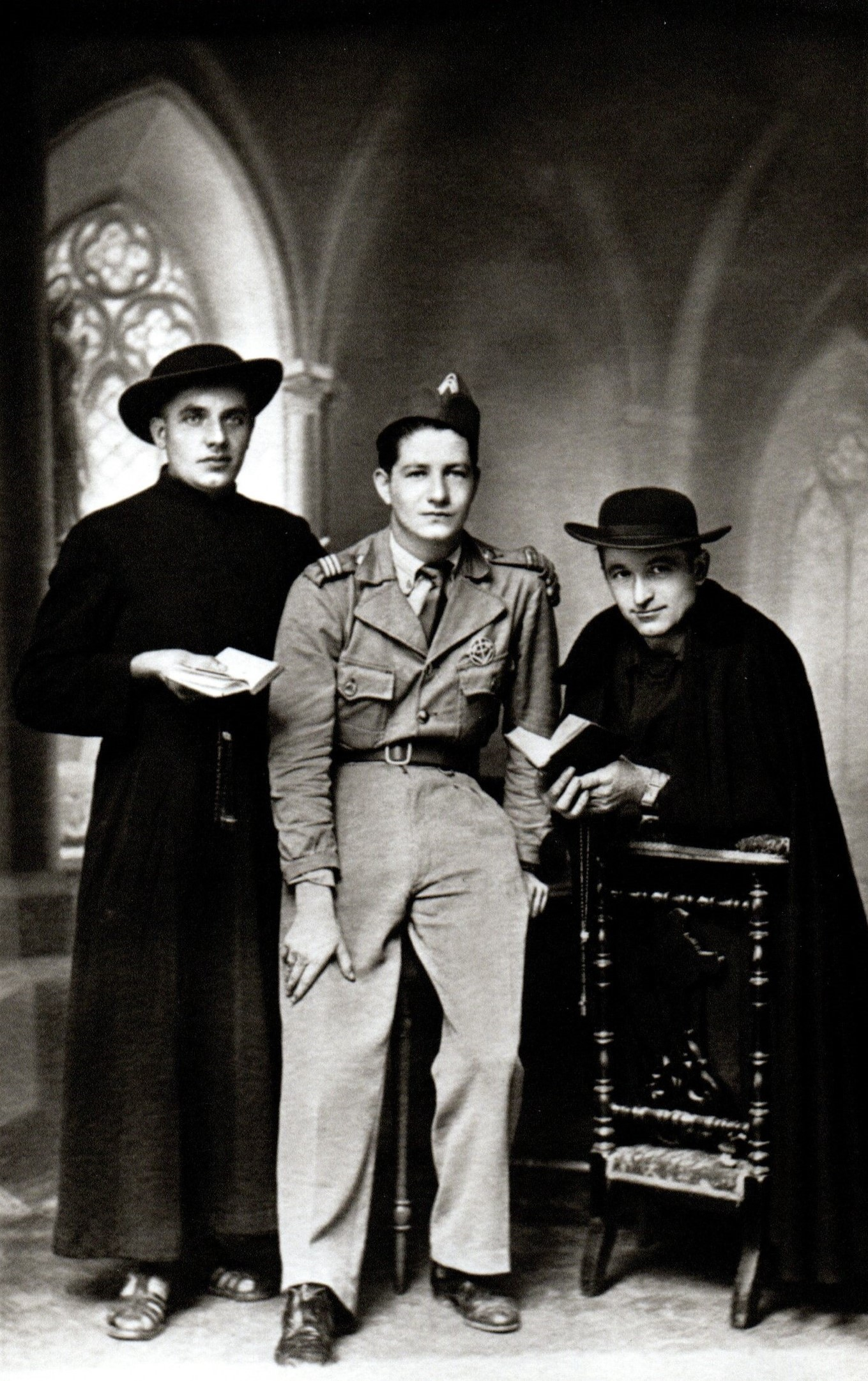
Roland Clée, entouré de Gilbert Boissière et Roger Rougier. Ces deux derniers, déguisés en ecclésiastiques, viennent de dérober 3000 litres de benzol au nez et à la barbe des Allemands. La photo sera vendue à Périgueux à la Libération et les bénéfices seront reversés aux familles de Talaucher et Ponceau.

Roland blessé, c’est le lieutenant Raoul Christophe (alias Krikri), son adjoint, qui prend temporairement le commandement. Le 20 août, le bataillon participe aux combats pour la libération de Saint-Astier avant de défiler victorieusement le 22 dans la ville de Périgueux, libérée 3 jours plus tôt. Au cours de ces deux mois de combats, le bataillon a perdu 24 hommes.

### Le front de l’Atlantique
Après quelques jours de réorganisation, le bataillon Roland devenu 11e bataillon des Forces françaises de l'intérieur, entreprend sa marche vers l’Ouest, en direction des poches de l’Atlantique encore tenues par les Allemands. Le 9 septembre 1944, la ville de Marennes (Charente-Maritime) est atteinte et Roland Clée, rétabli, reprend le commandement du bataillon. Il arbore ses nouveaux galons de commandant.
Le 12 septembre 1944, les Allemands du fort du Chapus sont obligés après un dur combat de se replier sur l’île d’Oléron. L’encerclement de Royan est désormais complet. Le bataillon y maintient ses positions et renforcé du groupe Roger et du groupe Vézère, il devient le 1er décembre 1944 le 2e bataillon du 50e régiment d’infanterie. Roland Clée est alors placé sous les ordres du lieutenant-colonel Rodolphe Cézard (alias Rac), commandant le régiment et du général Henri Adeline, commandant les forces françaises du Sud-Ouest. Le siège de Royan se poursuit pendant de longs mois, prélude aux combats du 14 au 17 avril qui conduisent à la libération de la ville.
Enfin, le 30 avril 1945, l’opération Jupiter visant à libérer l’île d’Oléron est lancée. Le bataillon Roland débarque dans la première vague d’assaut. L’adjudant Gaston Houpert et le soldat Sylvain Cassou sont parmi les premiers à tomber au combat. Le 1er mai 1945, un 3e soldat du bataillon, Marcel Normandin, est fauché à son tour. Dans l’après-midi, la garnison allemande se rend. L’ensemble du territoire français est désormais libéré.

### Après-guerre
A la fin de la guerre, Roland Clée est tenu d’abandonner ses galons gagnés au feu et redevient lieutenant. Affecté en Allemagne comme officier traitant à l’état-major de la subdivision de la Sarre, il démissionne de l’Armée en 1947 et s’installe à Montpon-sur-l’Isle où il ouvre un commerce avec sa jeune épouse. Il reste cependant impliqué dans la réserve militaire opérationnelle, au sein de laquelle il retrouve ses galons de commandant en 1958. Il s’éteint le 22 avril 1989 des suites d’une maladie.

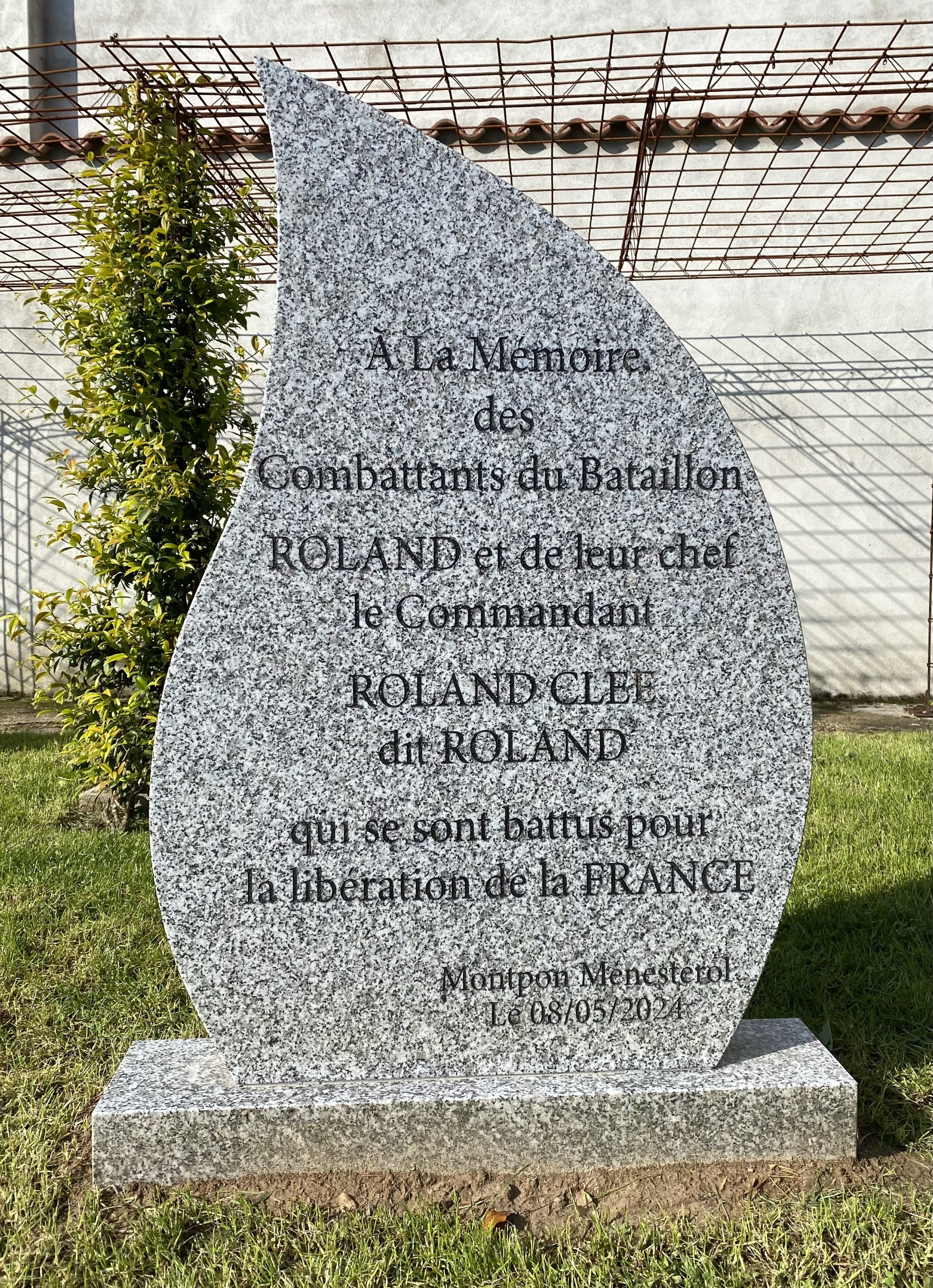
Stèle inaugurée le 8 mai 2024 à Montpon-Ménestérol, en mémoire du commandant Roland Clée et des soldats de son bataillon.

## Décorations
- Chevalier de la Légion d'honneur - décret du 21 juin 1946
- Croix de guerre 1939-1945 avec une étoile de vermeil, deux étoiles d’argent et une palme
- Médaille de la Résistance française avec rosette - décret du 24 avril 1946[16]